# 矢井田瞳
矢井田瞳（日语：やいだ ひとみ、1978年7月28日—）是日本女性創作型歌手，生於大阪府豐中市。所屬的唱片公司是青空唱片（2000年至2005年以前是EMI唱片所屬，05年11月重返青空唱片）。1999年以SEESEE的名義出道。2000年開始以本名出道。大學就讀關西大學文學部，主修法語及法語文學。2007年7月28日結婚，丈夫從事音響工作，比她大一年 。2009年6月1日宣佈首度懷孕。
嗜好是全部運動（特別是游泳）。暱稱（Yaiko）。血液是A型。

## 作品

### 單曲
1. nothing,（1999年6月21日）
2. Howling（2000年5月3日） [ZORA-001]
3. B'coz I Love You（2000年7月12日） [TOCT-22093]
4. My Sweet Darlin'（2000年10月4日） [TOCT-4251]
5. I'm here saying nothing（2001年1月24日） [TOCT-22136]
6. Look Back Again／Over The Distance（2001年6月27日） [TOCT-22153]
7. Buzzstyle（2001年9月27日） [TOCT-4333]
8. Ring my bell（2002年3月27日） [TOCT-4377]
9. 按部就班（アンダンテ）（2002年7月10日） [TOCT-4400] (初回限定盤) / [TOCT-4404] (通常盤)
10. 未完成的旋律（未完成のメロディ）（2002年12月4日） [TOCT-4440]
11. 孤獨的牛仔（孤独なカウボーイ）（2003年4月23日） [TOCT-4477]
12. 一個人的遊戲（一人ジェンガ）（2003年9月10日） [TOCT-22225] (初回盤) / [TOCT-22226] (通常盤)
13. 第一章／大理石色的日子（Chapter01／マーブル色の日）（2004年3月17日）[TOCT-22236]
14. 黑白情書（モノクロレター）（2004年10月27日）[TOCT-4788]
15. 迴轉的天空（マワルソラ）（2005年7月6日）[TOCT-4860]
16. Go my way（2006年3月15日）[ZZCD-80018]
17. STARTLiNE（2006年6月21日）[ZZCD-80019]
18. 初戀（2006年11月1日）[ZZCD-80021]
19. （2007年10月10日）[ZZCD-80024]
20. Simple is Best（2011年2月9日）
21. 同情みたいなLOVE（愛情好比同情）（2011年4月20日）
22. 間違いだらけのダイアリー（2011年11月30日）
23. もぎたての憂鬱（2012年7月11日）
24. Beginning (2019年8月14日)

第一首是Bandai音樂娛樂（以SEESEE名義）發行。2、16-19由青空唱片、3-15由東芝EMI發行。

### 專輯
1. 鑽石（daiya-monde）（2000年10月25日） [TOCT-24455]
2. 晴焰（Candlize）（2001年10月31日） [TOCT-24655]
3. i-飛翔（i/flancy）（2002年10月9日） [TOCT-24888] (初回限定盤) / [TOCT-24889] (通常盤)
4. Air/Cook/Sky（2003年10月29日） [TOCT-25200]
5. Here today-gone tomorrow（2005年8月15日） [TOCT-25815]
6. IT'S A NEW DAY（2006年11月22日） [ZZCD-80022/B] (初回盤) / [ZZCD-80023] (通常盤)
7. colorhythm（2008年3月5日） [ZZCD-80025]
8. VIVID MOMENTS（2011年5月18日） [UMCK-9429] (初回盤) / [UMCK-1392] (通常盤)
9. panodrama (2012年9月26日) [UMCK-1430]

1-5是EMI唱片名義發售。第6和7是青空唱片名義發售。

### DVD/VHS
1. The First Reflection（2001年4月2日） [TOBF-5080] (DVD) / [TOVF-1366] (VHS)
2. HITOMI YAIDA 2001 SUMMER LIVE SOUND OF CLOVER（2001年11月28日） [TOBF-5103] (DVD) / [TOVF-1379] (VHS)
3. Casket of Candleyes（2002年7月3日） [TOBF-5136-37]
  1. Candle in the eyes [TOBF-5138] (DVD) / [TOVF-1395] (VHS)
  2. Candle in the lives [TOBF-5139] (DVD) / [TOVF-1396] (VHS)
4. music pool 2002（2003年2月19日） [ZORA-105]
5. Sparkles of light（2003年3月29日） [TOBF-5179] (DVD) / [TOVF-1397] (VHS)
6. Live Completion '03 ~i can fly, can you?~（2004年1月28日） [TOBH-1052]
7. HITOMI YAIDA Music in the Air~dome live2004~ (サークルKサンクス限定仕様)（2005年2月14日） [ZORA-1010]
8. HITOMI YAIDA Music in the Air~dome live2004~（2005年2月16日） [TOBH-1054]
9. Sound drop~MTV Unplugged+Acoustic live 2005~（2005年12月7日） [ZZCD-80017/B]
10. Hitomi Yaida MTV Unplugged（2005年12月7日） [ZZBD-80015~6]
11. Hitomi Yaida COLOROCK LIVE 2008（2008年6月25日） [ZZBD-80026]

1-3、5-6、8由東芝EMI發行。4、9-11由青空唱片發行。

### 其他
1. I Like 2 (12"黑膠)（2000年9月15日） [F2V2011]
2. I Like 2 (CD單曲)（2000年9月22日） [F2CD2011]
3. Darling Darling (12"黑膠)（2001年1月1日） [F2V2013]
4. Darling Darling (CD單曲)（2001年1月1日） [F2CD2013]
5. U.K. Completion (CD專輯)（2002年1月23日） [ZORA-101]
6. Single collection / Yaiko's selection 完全受注生産限定BOXセット (CD專輯)（2004年7月28日） [TOCT-25410]
  1. Single collection (CD專輯)（2004年7月28日） [TOCT-25412]
  2. Yaiko's collection (CD專輯)（2004年12月1日） [TOCT-25550]

## 外部連結
- 矢井田瞳 青空唱片官方網站
- EMI Music Japan | 歌手情報